# Трухильо (Перу)
Вижте пояснителната страница за други значения на Трухильо.
Трухѝльо (на испански: Trujillo) е крайбрежен град в северозападно Перу, столица на региона Ла Либертад. Разположен е на брега на река Моче, близо до устието на реката при вливането ѝ в Тихи океан. Трухѝльо е столица на втория по население регион в на Перу и най-гъсто населеният град в северния макрорегион на страната. Мястото, на което се намира градът, са земи, обитавани от великите култури Моче и Чиму, преди идването на Инките.
Трухѝльо е родното място на съдебната власт в Перу и два пъти е определен за столица на страната. Счита се за „люлка на свободата и люлката на съдебната власт в Перу“. Известен е също и като „столица на вечната пролет“ и „столица на Маринера“, традиционен танц в Перу, както и за „столица на културата на Перу“.
Градът се намира в близост до два големи археологически паметника от времето преди Колумб: Чан Чан, най-големият кирпичен град в древния свят, обявен за световно културно наследство от ЮНЕСКО през 1986 г., както и храмовете на Слънцето и Луната – най-голямата пирамида в Перу.

## История
Трухѝльо е един от първите градове в Северна и Южна Америка, основан от испанските конкистадори.
Конкистадорът Диего де Алмагро основава първото селище през ноември 1534, като му дава името Трухѝльо на Нова Кастилия.
На 23 ноември 1537, крал Карл V обявява Трухѝльо за град и му дава герб, това е първият град в Перу, който получава герб от краля.
Между 1821 и 1825 региона на Трухѝльо е единствената стабилна и продуктивна земя в зараждащата се република. През 1823 градът поема ролята на първата столица на Република Перу. През 1824 година в града влиза освободителната армия на Симон Боливар и отново е избран за седалище на правителството. Това е единственият град, който два пъти е бил определян за столицата на страната.

## Население
Според данни от 2017 г. населението на градската агломерация е 857 063 жители, което го прави третия по големина в страната след Лима и Арекипа.